# 포르투갈 U-23 축구 국가대표팀
포르투갈 U-23 축구 국가대표팀(포르투갈어: Seleção Portuguesa de Futebol Sub-23)은 포르투갈을 대표하는 23세 이하의 축구 국가대표팀으로, 포르투갈의 축구 관리 기관인 포르투갈 축구 연맹의 관리를 받는다. 올림픽에 4번 참가해 1996년에 4위를 차지했다.

## 역대 감독
| 감독        | 임기 |
| ----------- | ---- |
| 후이 조르즈 | 2016 |